# Interferenza (telecomunicazioni)

Interferenza distruttiva

Un'interferenza, nei sistemi di telecomunicazione, indica la sovrapposizione di un segnale indesiderato nella ricezione di un segnale informativo trasmesso, con effetto finale della distorsione del contenuto informativo presente sul segnale utile. Il concetto è una diretta conseguenza o applicazione del concetto fisico di interferenza tra onde in propagazione, in questo caso, sul canale di comunicazione e sul ricevitore del segnale informativo trasmesso.

## Descrizione
A seconda del tipo di segnale che trasporta l'informazione, l'interferenza può assumere varie forme nei seguenti casi:
- Trasmissione di segnali elettrici su portante fisica (cavo coassiale o doppino telefonico). In questo caso, l'interferenza può essere dovuta a qualsiasi segnale elettrico indotto sulla portante fisica da effetti esterni (campi elettromagnetici, scariche elettriche naturali, scariche elettriche artificiali per esempio da motori elettrici, o simili), le cui componenti in frequenza si sovrappongono a quelle del segnale informativo col risultato che può essere difficile la corretta restituzione di quest'ultimo. Nel caso di segnali digitali si possono produrre errori nell'interpretazione dei simboli se le interferenze superano determinate soglie massime. Il segnale interferente può anche produrre una distorsione (alterazione della forma) del segnale elettrico nel ricevitore, se quest'ultimo non possiede sufficiente linearità. Un esempio tipico di interferenza tra segnali elettrici è dato dalla diafonia.
- Trasmissione di segnali elettromagnetici nel vuoto o in un mezzo dielettrico (ponte radio). In questo caso, le onde elettromagnetiche interferenti, generate da un'antenna diversa o da una sorgente naturale, si sovrappongono in banda a quelle generate dall'antenna trasmittente e pertanto può diventare impossibile la loro cancellazione da parte dell'antenna ricevente. Ciò è sempre vero se le frequenze utilizzate si sovrappongono o, nel caso di frequenze diverse, se il ricevitore, l'antenna ricevente, il mezzo trasmissivo o altri elementi della catena di trasmissione non sono lineari. In questo caso, infatti, si possono produrre intermodulazioni, con generazione di nuovi segnali con componenti in frequenza che ricadono nella banda di frequenze utilizzate dal segnale informativo.
- Trasmissione di segnali ottici (infrarossi in fibra ottica). Si produce interferenza quando la frequenza della luce interferente si sovrappone a quella del segnale voluto.

### Canalizzazione
Occorre segnalare che, molto spesso, i sistemi di telecomunicazione utilizzano una separazione precisa delle frequenze utilizzate, in canali o bande di frequenza separate tra loro da opportune bande di guardia (FDM/FDMA). L'uso dei canali di trasmissione a radiofrequenza viene infatti regolato da appositi enti regolatori nazionali ed internazionali (ITU) nei piani di allocazione della banda radio, proprio per minimizzare il rischio di interferenze fra diversi sistemi/utilizzatori.
Le interferenze tra canali sono normalmente limitate per progetto, in modo da risultare trascurabili. Se però uno dei segnali non risulta nella norma o se risulta di potenza eccessiva per la linearità del sistema, si possono comunque produrre interferenze. Un caso tipico è l'interferenza che può produrre un telefonino (segnale a radio frequenza di migliaia di MHz) su un sistema audio che invece funziona in intervalli di frequenza molto più bassi (al massimo poche decine di kHz) (catena di amplificazione audio), per effetti non lineari di qualche componente di quest'ultimo, provocando fastidiose interferenze impulsive (click).

### Autointerferenza
A volte, è proprio il segnale voluto, o una copia dello stesso, ciò che produce interferenza. Un caso esemplare è l'eco prodotta nei sistemi di telefonia o la riflessione ritardata di un segnale a radio frequenza, che può produrre distorsione in un ricevitore televisivo, con visualizzazione di immagini distorte o doppie immagini.

### Interferenze illecite
Prendono il nome di interferenze illecite le trasmissioni radio effettuate su frequenze riservate ad altri servizi, come quelle aeronautiche o militari. Esse vanno segnalate agli Ispettorati Territoriali del Ministero dello Sviluppo Economico, i quali provvedono ad accertarne la fonte ed attuare i provvedimenti del caso.

## Interferenza e rumore
Pur costituendo entrambi un "disturbo", ovvero una fonte di degrado del segnale utile informativo trasmesso, interferenza e rumore sono cose tra loro distinte: mentre l'interferenza è infatti un segnale a cui può associarsi comunque altra informazione, ma indesiderata, il rumore prodotto dagli apparati elettronici e/o introdotto dal canale è un segnale che non trasporta alcun tipo di informazione intelligibile, essendo puramente random.
Inoltre, mentre l'interferenza tra due trasmissioni nella stessa banda (interferenza isocanale o co-canale) non si può risolvere con l'aumento di potenza di entrambe le trasmissioni, in quanto l'interferenza prodotta dipende mutuamente dalla potenza del segnale trasmesso (cioè il rapporto P/I rimarrebbe invariato), ma al più solo con una, l'effetto nocivo del rumore può essere invece sempre minimizzato, almeno in linea teorica, aumentando la potenza del segnale utile trasmesso, ovvero aumentando il rapporto segnale/rumore, essendo il rumore statisticamente indipendente dal segnale trasmesso.
Questa distinzione dà luogo, da una parte, a sistemi di comunicazione limitati dall'inteferenza, come ad esempio i sistemi cellulari, e, dall'altra, a sistemi classici limitati dal rumore o in potenza, visto che, nei casi reali, la potenza in trasmissione non può essere aumentata indefinitamente.